# 10950 Albertjansen
10950 Albertjansen (4049 P-L) là một tiểu hành tinh nằm ở rìa ngoài của vành đai chính. Nó được đặt tên cho Albert Jansen.